# Oliver Homuth
Oliver Homuth (* 5. März 1992 in Berlin) ist ein ehemaliger deutscher Wasserspringer. Er trat für den Berliner TSC im Kunstspringen vom 1-m- und 3-m-Brett und mit Benedikt Donay im 3-m-Synchronspringen an. Trainiert wurde er von Jan Kretzschmar.
Auf nationaler Ebene gelangen Homuth im Jahr 2007 erste Erfolge, er errang bei den Deutschen Meisterschaften zweimal Bronze. Seine erste internationale Meisterschaft war die Junioren-Europameisterschaft 2009, bei der er Bronze im 3-m-Synchronspringen gewann. Im Jahr 2011 wurde Homuth nach dem dritten Rang vom 1-m-Brett bei den Deutschen Meisterschaften für die Europameisterschaften in Turin nominiert. Bei seiner ersten internationalen Meisterschaft im Erwachsenenbereich belegte er Platz 15. Bei den Europameisterschaften 2013 in Rostock sprang er mit der Bronzemedaille vom  1-m-Brett zu seiner Karrierebestleistung auf diesem Niveau, bei den Weltmeisterschaften 2013 in Barcelona belegte er in dieser Disziplin den zehnten Rang.